# Поводимово
Поводимово (на ерзянски: Пувадяле) е село в Дубьонски район на Република Мордовия в Руската федерация. То е административен център на Поводимовската селска селищна група. През 2010 г. селото има 2327 жители, предимно ерзяни (93%).

## География
Поводимово е разположено на реките Покш Селме, Потмарлей и Емай Ерке, вливащи се в река Чеберчинка. То се намира на 4 км от районния център Дубьонка и на 20 км от железопътната гара Атяшево.

## История
Поводимово е основано в началото на XVII век. Името е антропоним, което косвено се посочва от „Книгата на буквите и мерките“ на Д. Пушечников и А. Костяев (1624 г.) и местната легенда.
Селото е описано през 1624 г. при преброяването на мордовците от Алатирския окръг. Тогава селяните са се занимавали с производство на рогозки, чанти и други тъкани изделия. През 1870 г. е открито смесено народно училище. В началото на 1930 г. е организирана колективна селскостопанска ферма, а от 1997 г. е създаден селскостопанският производствен комплекс „Ленин“.

## Инфраструктура и забележителности
Селото разполага със средно училище, интернат, 4 библиотеки, детско-юношеска спортна школа, спортен клуб, пункт за първа помощ, детска градина, кафене, пансион за ветерани, 5 магазина, поща, районен промишлен комплекс, 2 мелници.